# Landesversicherungsanstalt

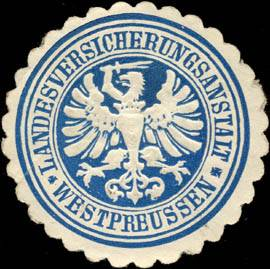
Siegelmarke Landesversicherungsanstalt Westpreussen

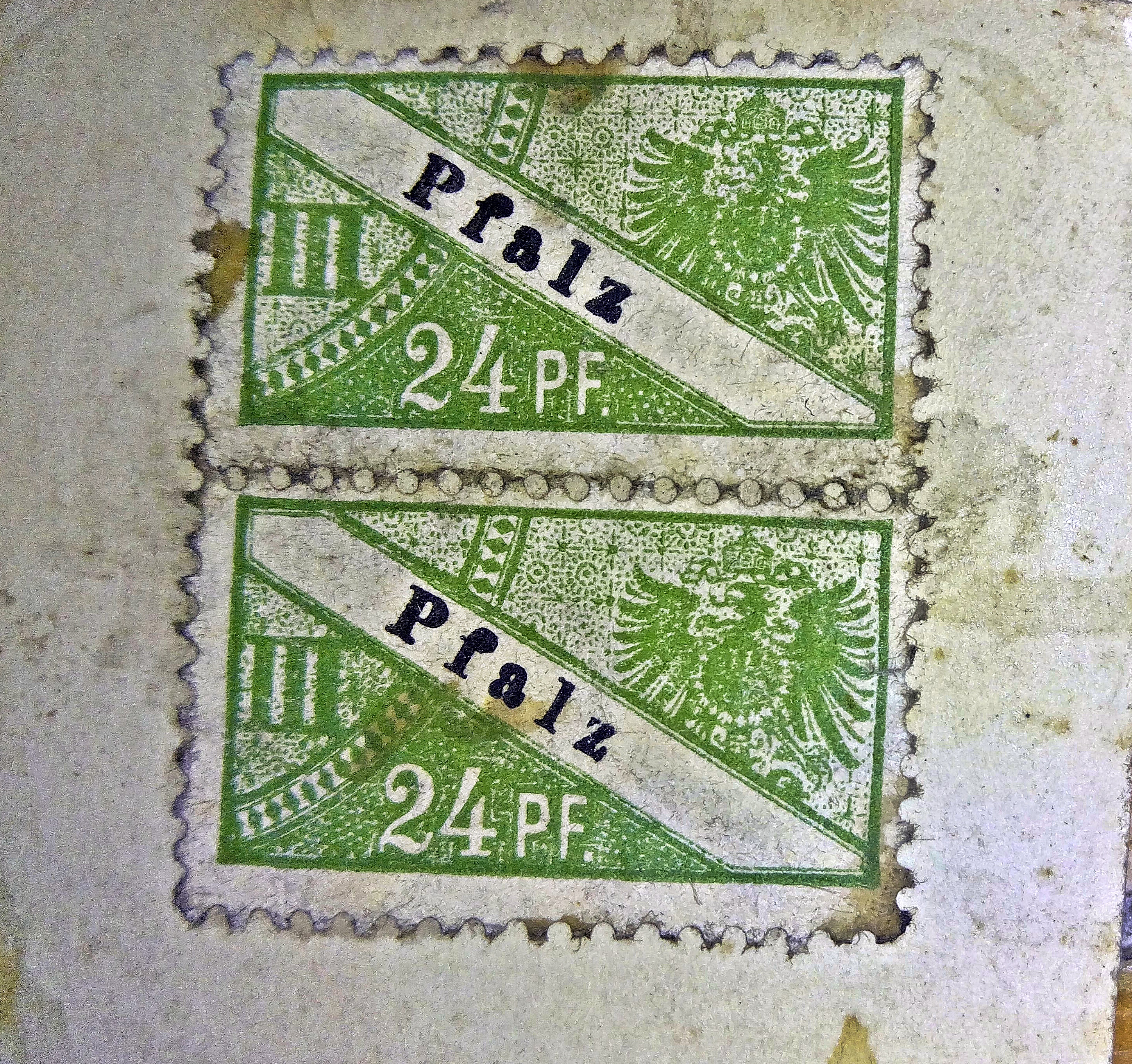
Beitragsmarken der LVA Pfalz (Beitragsklasse III, 1891–1899) für die Invalidenversicherung

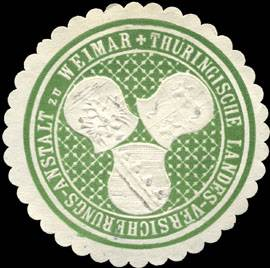
Thüringische LVA, Siegelmarke

Landesversicherungsanstalt (LVA) war in Deutschland die Bezeichnung der Träger der gesetzlichen Rentenversicherung, die für die Durchführung der Versicherung der abhängig beschäftigten Arbeiter sowie der gesetzlich pflichtversicherten selbständigen Handwerker und Gewerbetreibenden zuständig waren; bis 30. September 2005 bestanden 22 regional zuständige LVA.
Die LVA waren landesunmittelbare rechtsfähige Körperschaften des öffentlichen Rechts mit autonomer Haushalts- und Vermögensführung. Erste LVA wurden 1890 als Versicherungsanstalten (1918: 31 Versicherungsanstalten) errichtet.
Ab 1. Oktober 2005 wurde die gesetzliche Rentenversicherung in Deutschland neu geregelt. Die Landesversicherungsanstalten sind seitdem als rechtlich selbständige Regionalebene Teil der neuen Organisation Deutsche Rentenversicherung.
Folgende Landesversicherungsanstalten (LVA) existierten (zugehörige Bereichsnummern aufgeführt unter Versicherungsnummer):

## Vorgänger der Deutschen Rentenversicherung

### Direkt
| Name („LVA …“) / Gebiet   | Sitz                                                                           | aufgegangen in                                                                                | Geschichte |
| ------------------------- | ------------------------------------------------------------------------------ | --------------------------------------------------------------------------------------------- | --- |
| Baden                     | Karlsruhe                                                                      | Deutsche Rentenversicherung Baden-Württemberg                                                 | |
| Berlin                    | Berlin                                                                         | Deutsche Rentenversicherung Berlin-Brandenburg                                                | aufgelöst im Juni 1945, wiederbegründet 1954 für die Westsektoren mit Sitz in West-Berlin                     |
| (Mark) Brandenburg        | Charlottenburg (ab 1920 zu Berlin), nach 1990 Potsdam, später Frankfurt (Oder) | Sozialversicherung der DDR, Deutsche Rentenversicherung Berlin-Brandenburg                    | wiedererrichtet nach 1990, am 18. Oktober Umbenennung in LVA Mark Brandenburg                                 |
| Braunschweig              | Braunschweig                                                                   | Deutsche Rentenversicherung Braunschweig-Hannover                                             | |
| Hannover                  | Laatzen                                                                        | Deutsche Rentenversicherung Braunschweig-Hannover                                             | |
| Hamburg                   | Hamburg                                                                        | Deutsche Rentenversicherung Nord                                                              | gegründet am 1. Januar 1939, übernahm Bestände von aufgelöster LVA Hansestädte und der LVA Schleswig-Holstein |
| Hessen                    | Frankfurt am Main                                                              | Deutsche Rentenversicherung Hessen                                                            | |
| Mecklenburg-Vorpommern    | Neubrandenburg                                                                 | Sozialversicherung der DDR, Deutsche Rentenversicherung Nord                                  | wiedererrichtet nach 1990                                                                                     |
| Niederbayern-Oberpfalz    | Landshut                                                                       | Deutsche Rentenversicherung Niederbayern-Oberpfalz, Deutsche Rentenversicherung Bayern Süd    | |
| Oberbayern                | München                                                                        | Deutsche Rentenversicherung Oberbayern, Deutsche Rentenversicherung Bayern Süd                | |
| Oberfranken-Mittelfranken | Bayreuth                                                                       | Deutsche Rentenversicherung Oberfranken-Mittelfranken, Deutsche Rentenversicherung Nordbayern | |
| Oldenburg-Bremen          | Oldenburg                                                                      | Deutsche Rentenversicherung Oldenburg-Bremen                                                  | gegründet am 1. Januar 1939                                                                                   |
| Rheinland-Pfalz           | Speyer                                                                         | Deutsche Rentenversicherung Rheinland-Pfalz                                                   | |
| Rheinprovinz              | Düsseldorf                                                                     | Deutsche Rentenversicherung Rheinland                                                         | |
| Saarland                  | Saarbrücken                                                                    | Deutsche Rentenversicherung Saarland                                                          | |
| Sachsen                   | Leipzig                                                                        | Sozialversicherung der DDR, Deutsche Rentenversicherung Mitteldeutschland                     | wiedererrichtet nach 1990                                                                                     |
| Sachsen-Anhalt            | Merseburg, später Magdeburg                                                    | Sozialversicherung der DDR, Deutsche Rentenversicherung Mitteldeutschland                     | wiedererrichtet nach 1990                                                                                     |
| Schleswig-Holstein        | Kiel, ab 1938 Lübeck                                                           | Deutsche Rentenversicherung Nord                                                              | |
| Schwaben                  | Augsburg                                                                       | Deutsche Rentenversicherung Schwaben                                                          | |
| Thüringen                 | Weimar                                                                         | Sozialversicherung der DDR, Deutsche Rentenversicherung Mitteldeutschland                     | wiedererrichtet nach 1990                                                                                     |
| Unterfranken              | Würzburg                                                                       | Deutsche Rentenversicherung Unterfranken, Deutsche Rentenversicherung Nordbayern              | |
| Westfalen                 | Münster                                                                        | Deutsche Rentenversicherung Westfalen                                                         | |
| Württemberg               | Stuttgart                                                                      | Deutsche Rentenversicherung Baden-Württemberg                                                 | |

### Indirekt
| Name ("LVA ...") / Gebiet                                                  | Sitz       | aufgegangen in                                                                                           | Geschichte                                        |
| -------------------------------------------------------------------------- | ---------- | --- | ------------------------------------------------- |
| Hansestädte (bis 31. Dezember 1899: Hanseatische Versicherungsanstalt)     | Lübeck     | LVA Hamburg, LVA Oldenburg-Bremen und nach Lübeck verlegte LVA Schleswig-Holstein (am 31. Dezember 1938) | bis 31. Dezember 1906 auch für Seeleute zuständig |
| Großherzogtum Hessen                                                       | Darmstadt  | LVA Hessen (am 1. Januar 1946)                                                                           |                                                   |
| Hessen-Nassau (Invaliditäts- und Altersversicherungsanstalt Hessen-Nassau) | Kassel     | LVA Hessen (am 1. Januar 1946)                                                                           |                                                   |
| Hessen-Pfalz                                                               |            | LVA Rheinland-Pfalz                                                                                      |                                                   |
| Mecklenburg                                                                | Schwerin   | LVA Mecklenburg-Vorpommern                                                                               |                                                   |
| Mittelfranken                                                              | Ansbach    | LVA Oberfranken-Mittelfranken (am 1. Januar 1932)                                                        |                                                   |
| Niederbayern                                                               | Landshut   | LVA Niederbayern-Oberpfalz (am 1. Januar 1932)                                                           |                                                   |
| Oberfranken                                                                | Bayreuth   | LVA Oberfranken-Mittelfranken (am 1. Januar 1932)                                                        |                                                   |
| Oberpfalz                                                                  | Regensburg | LVA Niederbayern-Oberpfalz (am 1. Januar 1932)                                                           |                                                   |
| Oldenburg                                                                  | Oldenburg  | LVA Oldenburg-Bremen (am 1. Januar 1939)                                                                 |                                                   |
| Saarpfalz                                                                  |            | LVA Westmark                                                                                             |                                                   |
| Westmark                                                                   |            | LVA Hessen-Pfalz                                                                                         |                                                   |

## Aufgelöst
| Name ("LVA ...") / Gebiet             | Sitz                           | aufgegangen in                                                                    | Geschichte |
| ------------------------------------- | ------------------------------ | --------------------------------------------------------------------------------- | --- |
| Danzig-Westpreußen                    | Danzig                         |                                                                                   | |
| Elsass-Lothringen                     | Straßburg                      |                                                                                   | bis 1918; von 1919 bis 2012 fortgeführt als Caisse régionale d’assurance vieillesse d’Alsace-Moselle (unterbrochen 1941–45: gemeinsame Außenstelle der LVA Baden und der LVA Saarpfalz) |
| Graz                                  | Graz                           |                                                                                   | 1938 für das Land Steiermark errichtet |
| Grenzmark Posen-Westpreußen           | Meseritz, ab 1929 Schneidemühl | LVA Pommern                                                                       | aufgelöst am 1. Oktober 1938 |
| Freie Stadt Danzig                    | Danzig                         | LVA Danzig-Westpreußen (am 1. Januar 1940)                                        | hervorgegangen aus der LVA Westpreußen |
| Linz                                  | Linz                           |                                                                                   | |
| Memelgebiet                           | Memel                          |                                                                                   | errichtet am 18. November 1922, aufgelöst 1939 |
| Moselland                             | Luxemburg                      |                                                                                   | am 1. April 1944 für das Gebiet Luxemburg errichtet |
| Ostpreußen                            | Königsberg                     |                                                                                   | |
| Pommern                               | Stettin                        |                                                                                   | |
| Posen                                 | Posen                          |                                                                                   | als LVA Wartheland wiedererstanden |
| Salzburg                              | Salzburg                       |                                                                                   | errichtet am 1. Januar 1939 für die Länder Kärnten, Salzburg, Tirol und Vorarlberg |
| Schlesien                             | Breslau                        |                                                                                   | |
| Sudetenland                           | Teplitz-Schönau                |                                                                                   | am 1. Januar 1939 für das von der CSR abgetrennte sudetendeutsche Gebiet errichtet |
| Untersteiermark                       | Marburg/Drau                   |                                                                                   | 1942 für die besetzten jugoslawischen Gebiete errichtet |
| Wartheland                            | Posen                          |                                                                                   | |
| Westpreußen                           | Danzig                         | LVA Freie Stadt Danzig, LVA Grenzmark Posen-Westpreußen und LVA Ostpreußen (1920) | 1940 als LVA Danzig-Westpreußen wiedererstanden |
| Wien                                  | Wien                           |                                                                                   | |
| SVK für die Gebiete Kärnten und Krain | Krainburg                      |                                                                                   | am 15. Mai 1941 für die besetzten jugoslawischen Gebiete errichtet |